# ユタ州の都市圏の一覧

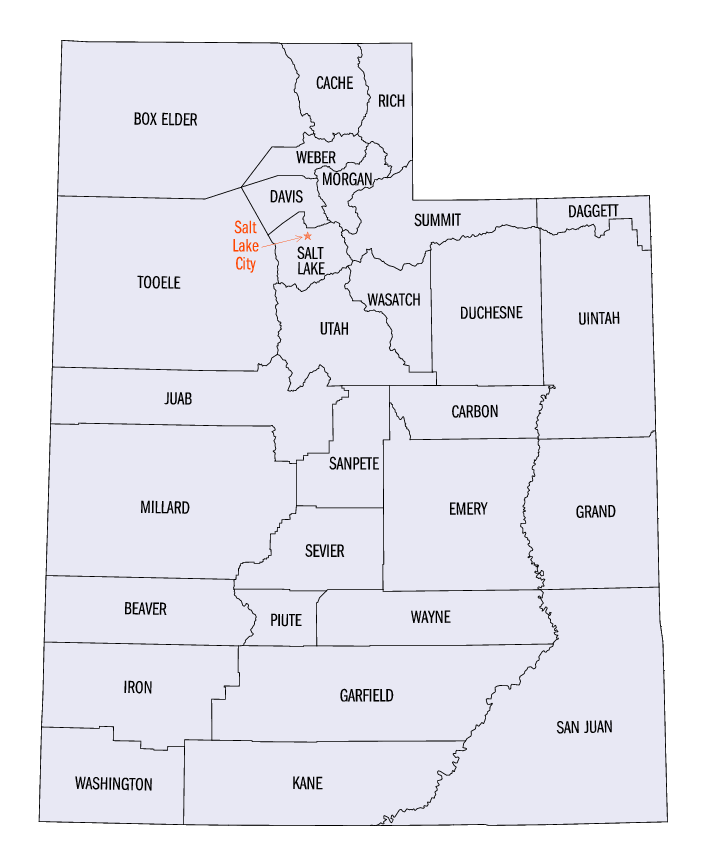
ユタ州の29郡を示す地図

本項目はユタ州の都市圏の一覧（ユタしゅうのとしけんのいちらん）である。
アメリカ合衆国国勢調査局は、ユタ州に合同統計地域（CSA/広域都市圏）1ヶ所、大都市統計地域（MSA/都市圏）5ヶ所、および小都市統計地域（μSA/小都市圏）6ヶ所を定義している。下表には、左列より以下の情報を示す。
- 合同統計地域（定義されている場合）の名称
- 合同統計地域の人口
- コアベース統計地域（大都市統計地域および小都市統計地域）の名称
- コアベース統計地域の人口
- 各統計地域に含まれる郡の名称
- 各統計地域に含まれる郡の人口

なお、下表においては、ユタ州と他州にまたがる合同統計地域およびコアベース統計地域については、名称と統計地域の総人口を青緑色で、ユタ州内の人口を黒色でそれぞれ示す。また、他州のコアベース統計地域および郡については、その名称と人口を緑色でそれぞれ示す。
下表における人口の数値はすべて2020年に行われた国勢調査時のものである。また、合同統計地域、コアベース統計地域（大都市統計地域・小都市統計地域）のいずれも、2023年7月21日時点での定義に従う。
| 合同統計地域                                   | 人口                | コアベース統計地域               | 人口            | 郡                       | 人口      |
| ---------------------------------------------- | ------------------- | -------------------------------- | --------------- | ------------------------ | --------- |
| ソルトレイクシティ・プロボ・オーレム広域都市圏 | 2,705,153 2,700,589 | ソルトレイクシティ・マレー都市圏 | 1,257,936       | ソルトレイク郡           | 1,185,238 |
| ソルトレイクシティ・プロボ・オーレム広域都市圏 | 2,705,153 2,700,589 | ソルトレイクシティ・マレー都市圏 | 1,257,936       | トゥーイル郡             | 72,698    |
| ソルトレイクシティ・プロボ・オーレム広域都市圏 | 2,705,153 2,700,589 | プロボ・オーレム・リーハイ都市圏 | 671,185         | ユタ郡                   | 659,399   |
| ソルトレイクシティ・プロボ・オーレム広域都市圏 | 2,705,153 2,700,589 | プロボ・オーレム・リーハイ都市圏 | 671,185         | ジューアブ郡             | 11,786    |
| ソルトレイクシティ・プロボ・オーレム広域都市圏 | 2,705,153 2,700,589 | オグデン都市圏                   | 637,197         | デービス郡               | 362,679   |
| ソルトレイクシティ・プロボ・オーレム広域都市圏 | 2,705,153 2,700,589 | オグデン都市圏                   | 637,197         | ウィーバー郡             | 262,223   |
| ソルトレイクシティ・プロボ・オーレム広域都市圏 | 2,705,153 2,700,589 | オグデン都市圏                   | 637,197         | モーガン郡               | 12,295    |
| ソルトレイクシティ・プロボ・オーレム広域都市圏 | 2,705,153 2,700,589 | ヘバー小都市圏                   | 77,145          | サミット郡               | 42,357    |
| ソルトレイクシティ・プロボ・オーレム広域都市圏 | 2,705,153 2,700,589 | ヘバー小都市圏                   | 77,145          | ワサッチ郡               | 34,788    |
| ソルトレイクシティ・プロボ・オーレム広域都市圏 | 2,705,153 2,700,589 | ブリガムシティ小都市圏           | 62,230 57,666   | ボックスエルダー郡       | 57,666    |
| ソルトレイクシティ・プロボ・オーレム広域都市圏 | 2,705,153 2,700,589 | ブリガムシティ小都市圏           | 62,230 57,666   | アイダホ州オナイダ郡     | 4,564     |
|                                                |                     | セントジョージ都市圏             | 180,279         | ワシントン郡             | 180,279   |
|                                                |                     | ローガン都市圏                   | 147,348 133,154 | キャッシュ郡             | 133,154   |
| アイダホ州フランクリン郡                       | 14,194              | ローガン都市圏                   | 147,348 133,154 |                          |           |
|                                                |                     | シーダーシティ小都市圏           | 57,289          | アイアン郡               | 57,289    |
|                                                |                     | バーナル小都市圏                 | 35,620          | ユインタ郡               | 35,620    |
|                                                |                     | プライス小都市圏                 | 20,412          | カーボン郡               | 20,412    |
|                                                |                     | エバンストン小都市圏             | 22,960 2,510    | ワイオミング州ウインタ郡 | 20,450    |
| リッチ郡                                       | 2,510               | エバンストン小都市圏             | 22,960 2,510    |                          |           |
| （設定無し）                                   | （設定無し）        | （設定無し）                     | （設定無し）    | サンピート郡             | 28,437    |
| （設定無し）                                   | （設定無し）        | （設定無し）                     | （設定無し）    | セビア郡                 | 21,522    |
| （設定無し）                                   | （設定無し）        | （設定無し）                     | （設定無し）    | ドゥーシェイン郡         | 19,596    |
| （設定無し）                                   | （設定無し）        | （設定無し）                     | （設定無し）    | サンフアン郡             | 14,518    |
| （設定無し）                                   | （設定無し）        | （設定無し）                     | （設定無し）    | ミラード郡               | 12,975    |
| （設定無し）                                   | （設定無し）        | （設定無し）                     | （設定無し）    | エメリー郡               | 9,825     |
| （設定無し）                                   | （設定無し）        | （設定無し）                     | （設定無し）    | グランド郡               | 9,669     |
| （設定無し）                                   | （設定無し）        | （設定無し）                     | （設定無し）    | ケイン郡                 | 7,667     |
| （設定無し）                                   | （設定無し）        | （設定無し）                     | （設定無し）    | ビーバー郡               | 7,072     |
| （設定無し）                                   | （設定無し）        | （設定無し）                     | （設定無し）    | ガーフィールド郡         | 5,083     |
| （設定無し）                                   | （設定無し）        | （設定無し）                     | （設定無し）    | ウェイン郡               | 2,486     |
| （設定無し）                                   | （設定無し）        | （設定無し）                     | （設定無し）    | パイユート郡             | 1,438     |
| （設定無し）                                   | （設定無し）        | （設定無し）                     | （設定無し）    | ダゲット郡               | 935       |

## 註
1. ↑  QuickFacts. U.S. Census Bureau. 2020年.
2. ↑  OMB Bulletin No. 23-01, Revised Delineations of Metropolitan Statistical Areas, Micropolitan Statistical Areas, and Combined Statistical Areas, and Guidance on Uses of the Delineations of These Areas. Office of Management and Budget. 2023年7月21日.